# サント＝ラドゴンド (ドゥー＝セーヴル県)
サント＝ラドゴンド （Sainte-Radegonde）は、フランス、ヌーヴェル＝アキテーヌ地域圏、ドゥー＝セーヴル県のコミューン。

## 地理
県北部にあり、ロワール川の支流トゥエ川が流れている。
サント＝ラドゴンドの村落はトゥアールの西3kmにあり、コミューンは主にリグロンとヴリーヌという村落から構成される。

### 名称
INSEEによると、コミューンの公式名称は、公式地理的コード（Code officiel géographique）に含まれたSainte-Radegondeである。しかし、国内の広範囲では、地方単位そして行政単位でも、サント＝ラデゴンド（Sainte-Radégonde）のつづりが用いられている。

## 歴史
1756年から1789年に作成されたカッシーニ地図においては、村落はサント＝ラドゴンド＝ド＝ポミエ（Sainte-Radegonde-de-Pommiers）として認識されていた。

## 人口統計
| 1962年 | 1968年 | 1975年 | 1982年 | 1990年 | 1999年 | 2008年 | 2013年 |
| ------ | ------ | ------ | ------ | ------ | ------ | ------ | ------ |
| 796    | 1130   | 1810   | 1984   | 2020   | 2027   | 1959   | 1901   |

参照元:1962年から1999年までは複数コミューンに住所登録をする者の重複分を除いたもの。それ以降は当該コミューンの人口統計によるもの。1999年までEHESS/Cassini、2004年以降INSEE。

## 史跡

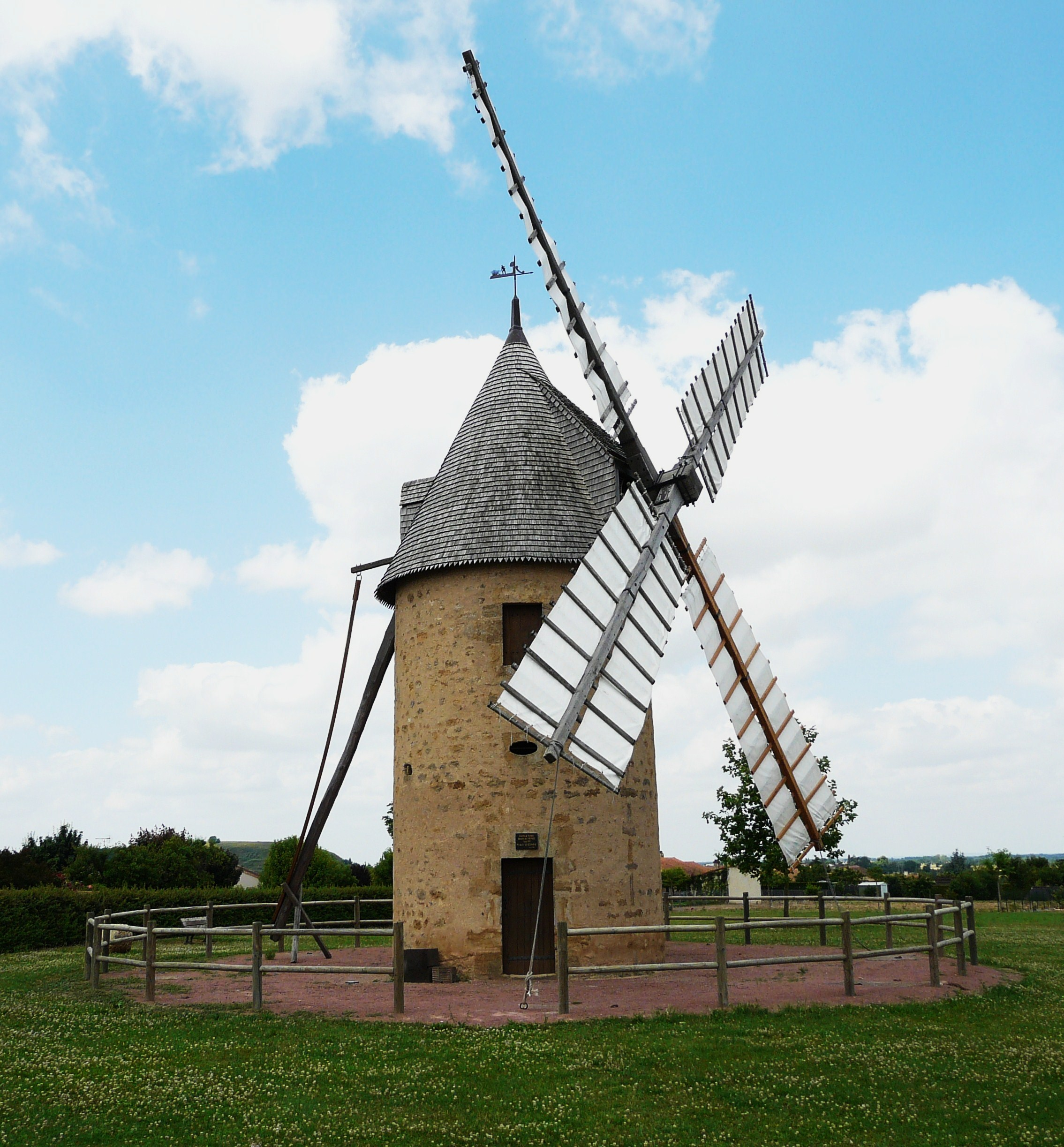
ヴリーヌの風車
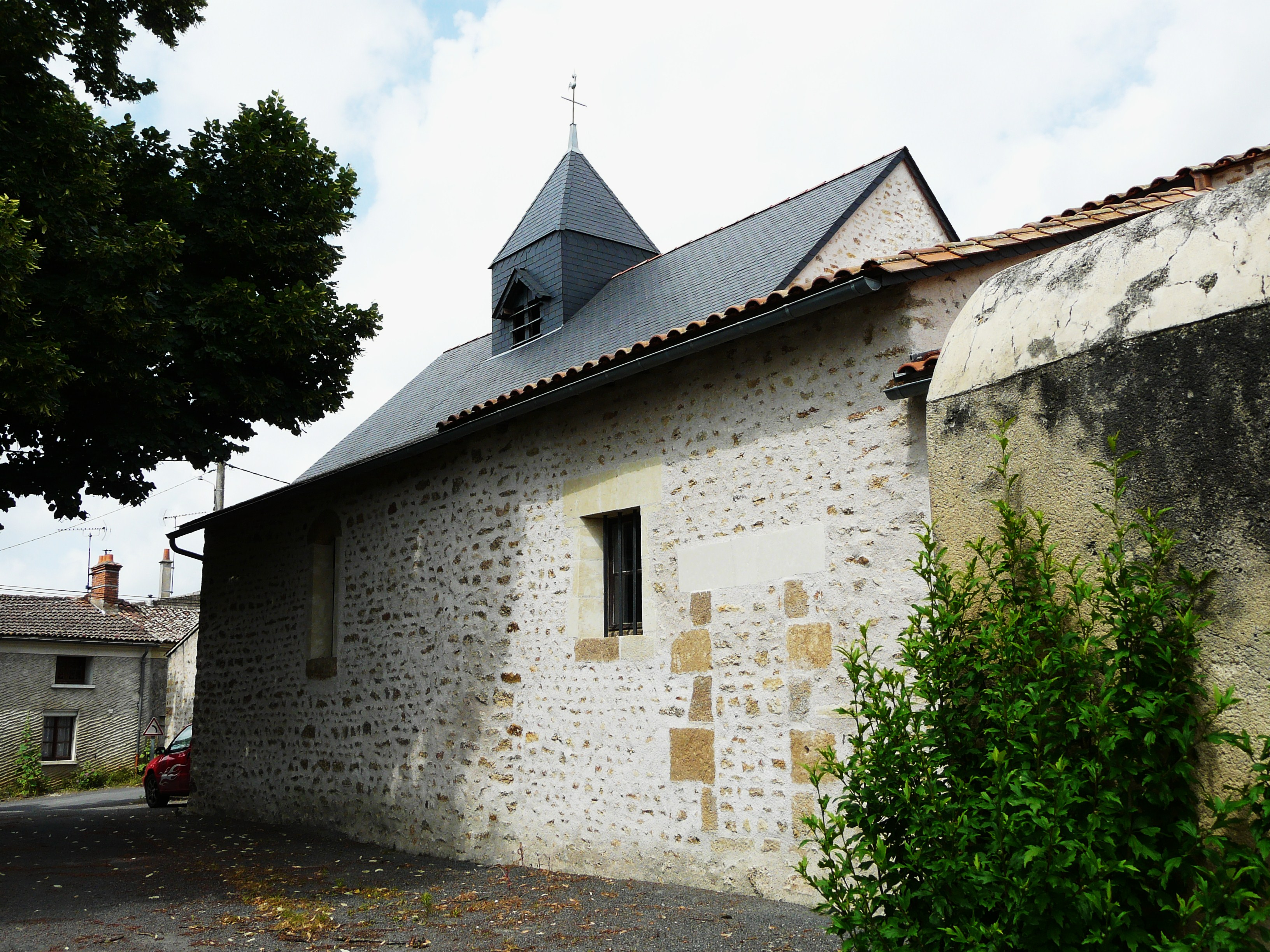
サント・ラドゴンド教会
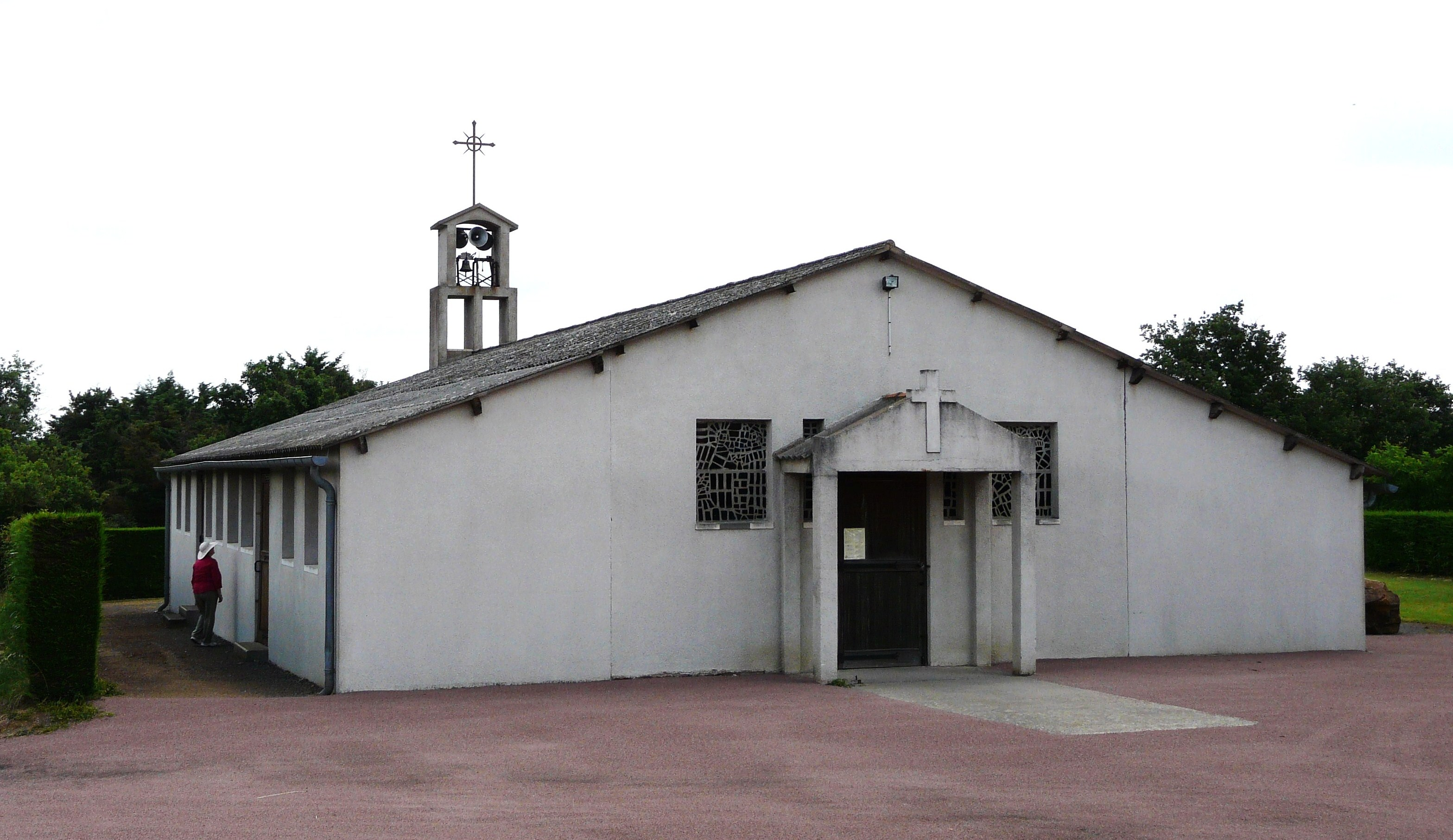
ヴリーヌの礼拝堂
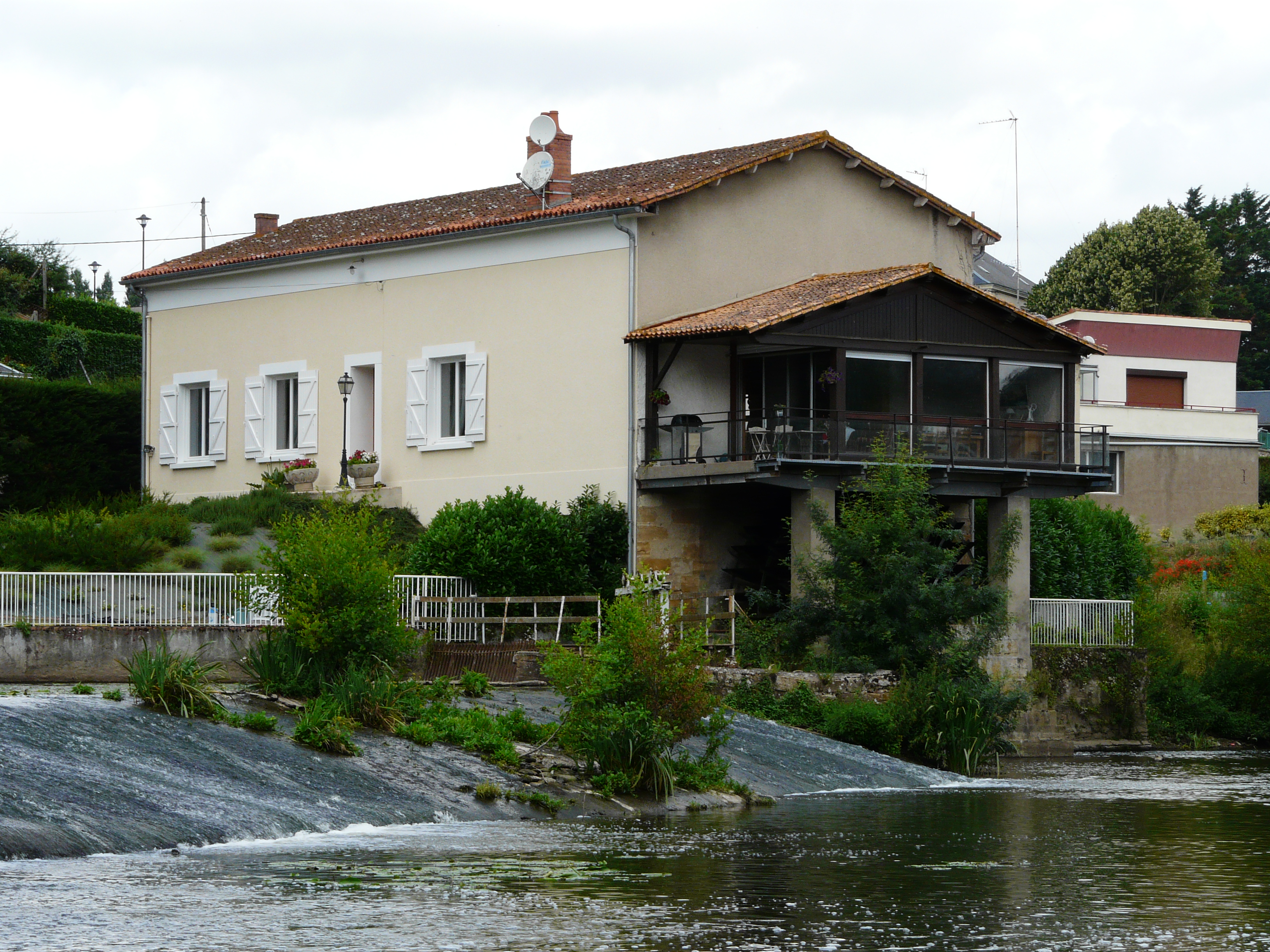
古い水車

## ゆかりの人物
- 聖ラドゴンドの伝説が伝えられている。フランク族の王妃ラドゴンドは、星模様をちりばめた豪華なイタチのマントを身にまとっていた。彼女は夫クロタール1世の兵士に追及された。手先が彼女を捕まえようとするのを見て、ラドゴンドは神に助けを願った。すると花咲くリンゴの木が彼女を隠そうと枝を曲げたのである。王妃は果樹園で夜を明かし、翌朝にマントを残して立ち去った。それ以来、王族のコートの星は社会的地位が上がることになった。
- ガディフェル・ド・ラ・サール（fr） - 14世紀の探検家。ヴリーヌ生まれ。ジャン・ド・ベタンクールとともにカナリア諸島に渡った。